# Chiesa del Carmelino
La chiesa del Carmelino è un edificio religioso sconsacrato di Mantova, situato in via Giulio Romano, ang. via Nazario Sauro.
Dedicata a Santa Maria della Visitazione, venne fondata nel 1492 da Arcangela Girlani assieme al convento delle Carmelitane intitolato a Santa Maria del Paradiso; confiscato nel 1782 e destinato ad usi militari, il convento oggi ospita una scuola. 
La chiesa è invece sede del Museo Tazio Nuvolari e Learco Guerra, dedicato a due noti sportivi mantovani del passato: Tazio Nuvolari (1892-1953), universalmente riconosciuto come uno dei più grandi piloti della storia dell'automobilismo mondiale e Learco Guerra (1902-1963), ciclista su strada, campione mondiale nel 1931.